# Hideharu Miyahira
Hideharu Miyahira (jap. 宮平 秀治, Miyahira Hideharu; * 21. Dezember 1973 in Otaru, Hokkaidō, Japan) ist ein ehemaliger japanischer Skispringer und heutiger Skisprungtrainer.

## Werdegang

### Skispringer
Die größten sportlichen Erfolge seiner Karriere konnte Miyahira 1999 erreichen. Bei der Vierschanzentournee konnte er als Dritter bei den Springen in Innsbruck und Bischofshofen seine ersten Podiumsplatzierungen im Weltcup erzielen. Er beendete die Tournee als Gesamtdritter. Bei den Nordischen Skiweltmeisterschaften 1999 in Ramsau gewann er beim Springen von der Normalschanze hinter seinem Landsmann Kazuyoshi Funaki die Silbermedaille. Im Teamwettbewerb von der Großschanze konnte er mit dem japanischen Team hinter Deutschland ebenfalls die Silbermedaille erkämpfen. Von der Großschanze gewann er hinter Martin Schmitt und Sven Hannawald die Bronzemedaille. Beim Saisonfinale im slowenischen Planica feierte er seinen ersten und einzigen Weltcupsieg. Dieser Erfolg sicherte ihm den dritten Platz in der Gesamtwertung des Skiflugweltcups. Er beendete die Saison mit Platz fünf im Gesamtweltcup.
Im Sommer 2000 gewann Miyahira die Wettbewerbe des Skisprung-Grand-Prix in Courchevel und Sapporo und beendete den Sommer-Grand-Prix als Dritter der Gesamtwertung. In den Weltcup-Saisons 2000 und 2001 konnte er einige Top-Ten-Platzierungen verbuchen. Aber erst 2003 konnte er mit drei Podiumsplatzierungen, unter anderem am 9. Februar mit Platz zwei in Willingen, wieder auf sich aufmerksam machen. Am 8. Februar wurde er ebenfalls in Willingen Sechster, für seinen zweiten Sprung erhielt er dabei fünfmal die Note 20 – eine Bewertung, die bisher nur sechs Springer erhalten haben. Bei der Nordischen Skiweltmeisterschaft 2003 im Val di Fiemme gewann er mit dem japanischen Team die Silbermedaille von der Großschanze. Beim Springen von der Normalschanze verfehlte er knapp eine Medaille und belegte 0,5 Punkte hinter seinem Landsmann Noriaki Kasai Platz vier. Von der Großschanze erreichte er den fünften Platz.
Miyahira gehörte zu den leichtgewichtigen Skispringern. Als im Frühjahr 2004 die BMI-Regel im Skispringen eingeführt wurde, die besagt, dass Springer inklusive ihrer Sportausrüstung mit einem BMI kleiner 20 mit kürzeren Skiern starten müssen, verlor Miyahira den Anschluss an die Weltspitze. Zwar konnte er noch im Sommer 2004 in Innsbruck beim Skisprung-Grand-Prix 2004 Platz drei belegen und mit dem japanischen Team in Hinterzarten den zweiten Platz, aber in der darauf folgenden Weltcup-Saison 2005 qualifizierte er sich oftmals nur mühevoll für den zweiten Durchgang der besten 30 Springer. In der Saison 2006 startete er nur bei einem Weltcupspringen. In Sapporo belegte er den 16. Platz. Am 5. März 2006 bestritt er mit dem FIS-Cup in Sapporo seinen letzten internationalen Wettkampf.

### Trainer
Seit der Saison 2010/11 war Miyahira im Trainerteam der japanischen Nationalmannschaft tätig. 2018 wurde er als Nachfolger von Tomoharu Yokokawa neuer Cheftrainer der japanischen Nationalmannschaft, nachdem er zuvor bereits als dessen Assistent gearbeitet hatte. Zu Beginn der Saison 2022/23 löste ihn Masahiko Harada ab.

## Erfolge

### Weltcupsiege im Einzel
| Nr. | Datum         | Ort     | Typ         |
| --- | ------------- | ------- | ----------- |
| 1.  | 20. März 1999 | Planica | Flugschanze |

### Weltcup-Platzierungen
| Saison  | Platz | Punkte |
| ------- | ----- | ------ |
| 1996/97 | 40.   | 094    |
| 1997/98 | 36.   | 135    |
| 1998/99 | 05.   | 934    |
| 1999/00 | 10.   | 567    |
| 2000/01 | 16.   | 302    |
| 2001/02 | 18.   | 279    |
| 2002/03 | 10.   | 639    |
| 2003/04 | 31.   | 167    |
| 2004/05 | 35.   | 097    |
| 2005/06 | 60.   | 015    |